# Charlotte Desmares

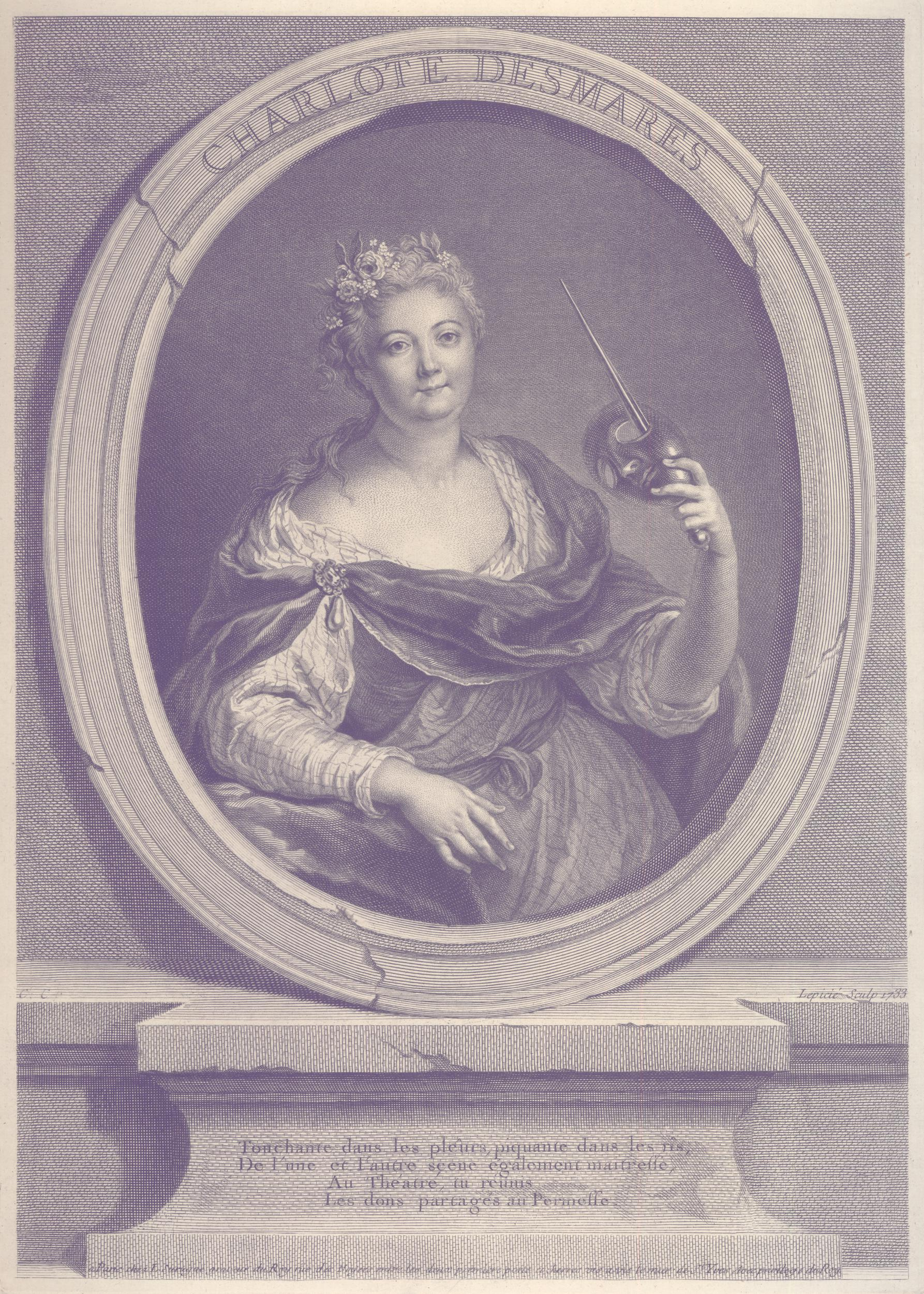
François-Bernard Lépicié nach Charles-Antoine Coypel: Porträt Charlotte Desmares, 1733

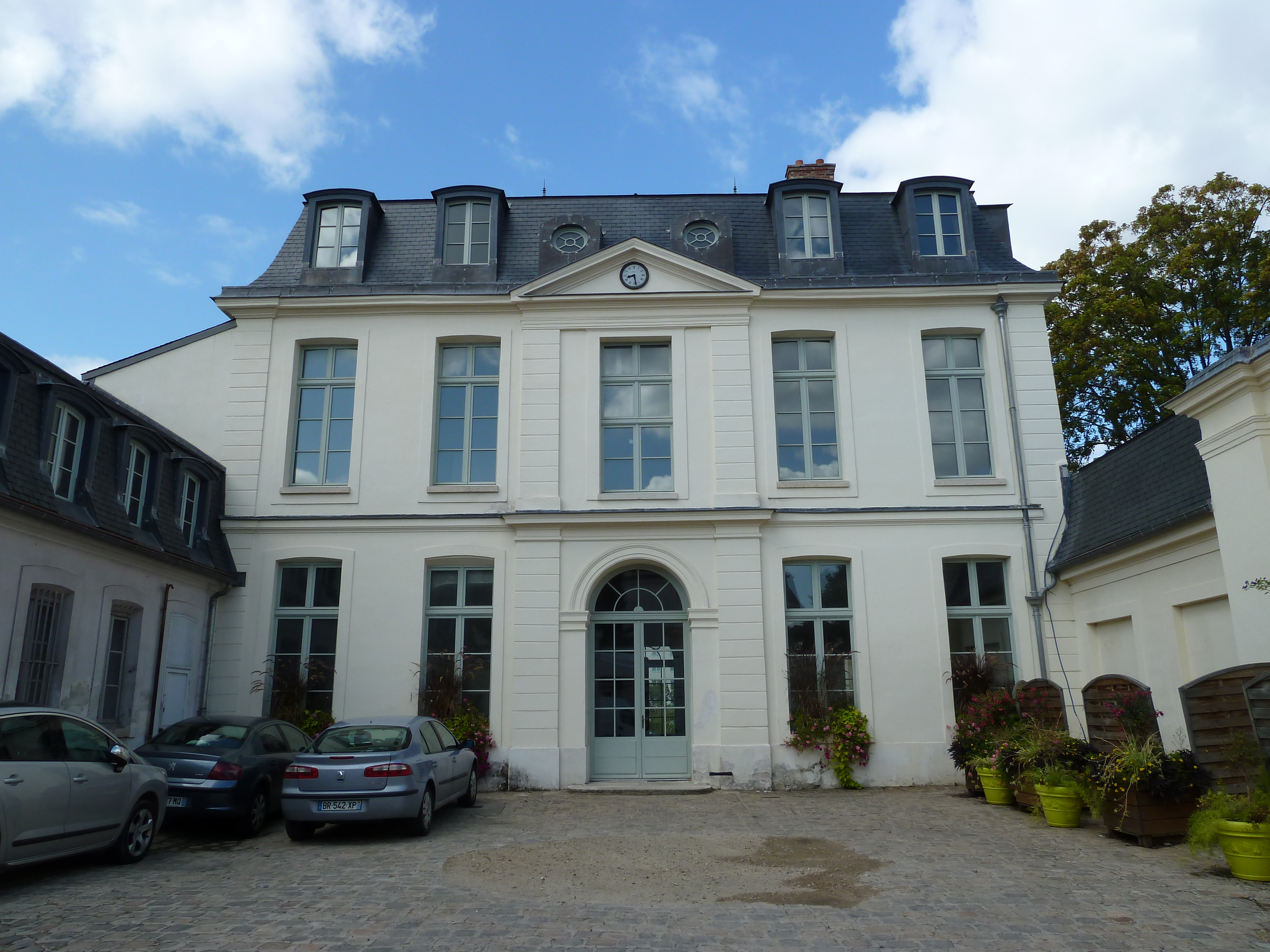
Folie Desmares

Christine Antoinette Charlotte Desmares, kurz Charlotte Desmares (* 1682 in Kopenhagen; † 12. September 1753 in Saint-Germain-en-Laye), war eine französische Schauspielerin.

## Leben
Sie war Tochter des Schauspielers Nicolas Desmares, der zu dieser Zeit Direktor einer französischen Schauspieltruppe am Hof des dänischen Königs war. Sie spielte an der Comédie-Française zuerst Kinderrollen, als Lolotte, trat sie früh in die Fußstapfen ihrer Tante Marie Champmeslé und debütierte 1699, 16-jährig, in der Rolle der Iphigénie in Oreste et Pyade. Schon drei Monate später bekam sie ein Festengagement und wurde zur Sociétaire de la Comédie-Française. Desmares hatte ein breites schauspielerisches Spektrum, das von der Komödie bis zum Drama reichte. Ihre Karriere beendete sie, mit 39 Jahren, noch jung, im Jahr 1721 und ging in den Ruhestand. Allerdings gab sie ihrer Nichte Marie-Anne Botot Dangeville, die selbst an der Comèdie Karriere machen sollte, Schauspielunterricht. Desmares spielte nie wieder auf einer Bühne, gab aber Privatvorstellungen bei Hofe.
Desmares war Mätresse von Louis de Bourbon, dem designierten Thronfolger, und hatte mit ihm eine Tochter, Angélique de Froissy. Nach Bourbons Tod tat sich Desmares mit dem Schweizer Bankier Antoine Hogguer (1682–1767) zusammen, der ihr das Lustschlösschen Folie Desmares bei Châtillon-sous-Bagneux baute. Hogguer ging aber 1726 bankrott und die beiden zogen in eine weniger repräsentative Unterkunft. Schließlich musste auch diese verkauft werden und Desmares zog in ein bescheidenes Anwesen nach Saint-Germain-en-Laye, wo sie auch starb.
Charlotte Desmares war sehr populär. Deshalb existieren viele Gemälde und Stiche von ihr.

## Rollen (Auswahl)
- Iphigénie in Oreste et Pyade von François Joseph de Lagrange-Chancel
- Rodolphe in Esope a la Cour von Edmé Boursault
- Thérèse in Le Double Veuvage von Charles Dufresny